# A dramaturgia
A Dramaturgia (em francês: La Dramaturgie) é um tratado de Yves Lavandier sobre a arte da narrativa. Sua primeira edição foi lançada em França em abril de 1994, por Edições Le Clown & l'Enfant. O livro foi traduzido para o português pela roteirista brasileira Juliana Reis.

## Conteúdo
A Dramaturgia trata dos mecanismos narrativos utilizados no teatro, cinema, TV, ópera, história em quadrinhos e rádio. O autor faz uma clara distinção entre o que é escrito para ser visto e/ou ouvido e o que é escrito para ser lido (a literatura).
Em seu fundamento, o livro funciona como Poética de Aristóteles e se apoia sobre a obra de grandes autores dramáticos (Samuel Beckett, Bertolt Brecht, Charlie Chaplin, Hergé, Alfred Hitchcock, Henrik Ibsen, Ernst Lubitsch, Molière, Dino Risi, William Shakespeare, George Bernard Shaw, Sófocles, Orson Welles, Billy Wilder, etc.) para responder as três questões:
- de que são feitas as obras dramáticas?
- por que são elas  feitas dessa maneira?
- que é necessário para escrever obras dramáticas?

O autor aborda os mecanismos da narrativa dramática: conflito, protagonista, obstáculos, suspense, caracterização, estrutura em três atos, preparação, ironia dramática, comédia, atividade, diálogo. Uma peça de Molière, A Escola de Mulheres, e um filme dirigido por Alfred Hitchcock, Intriga Internacional, são analisados em detalhe. Vários anexos são consagrados a temas como escritura para crianças, relações entre literatura e dramaturgia, curta metragem e documentário.

## A narrativa
Yves Lavandier afirma que a teoria fractal se aplica aos mecanismos narrativos. A forma simples protagonista-objetivo-obstáculos pode ser encontrada em diferentes esferas: a série, a obra unitária, o ato logístico, o ato dramático, a sequência, a cena, e até em diálogos, sendo a especificidade de cada componente e de sua combinação de milhares de formas simples que dão a cada narrativa seu caráter único e sua aparente originalidade.

## Traduções
Antes de ser traduzido em português, La Dramaturgie foi traduzida para o italiano (L'ABC della drammaturgia, Dino Audino Editore, 2001), espanhol (La dramaturgia, Ediciones Internationales Universitarias, 2003) e inglês (Writing Drama, éd. Le Clown & l'Enfant, 2005).